# 五色幕
五色幕（日语：／ goshikimaku）。

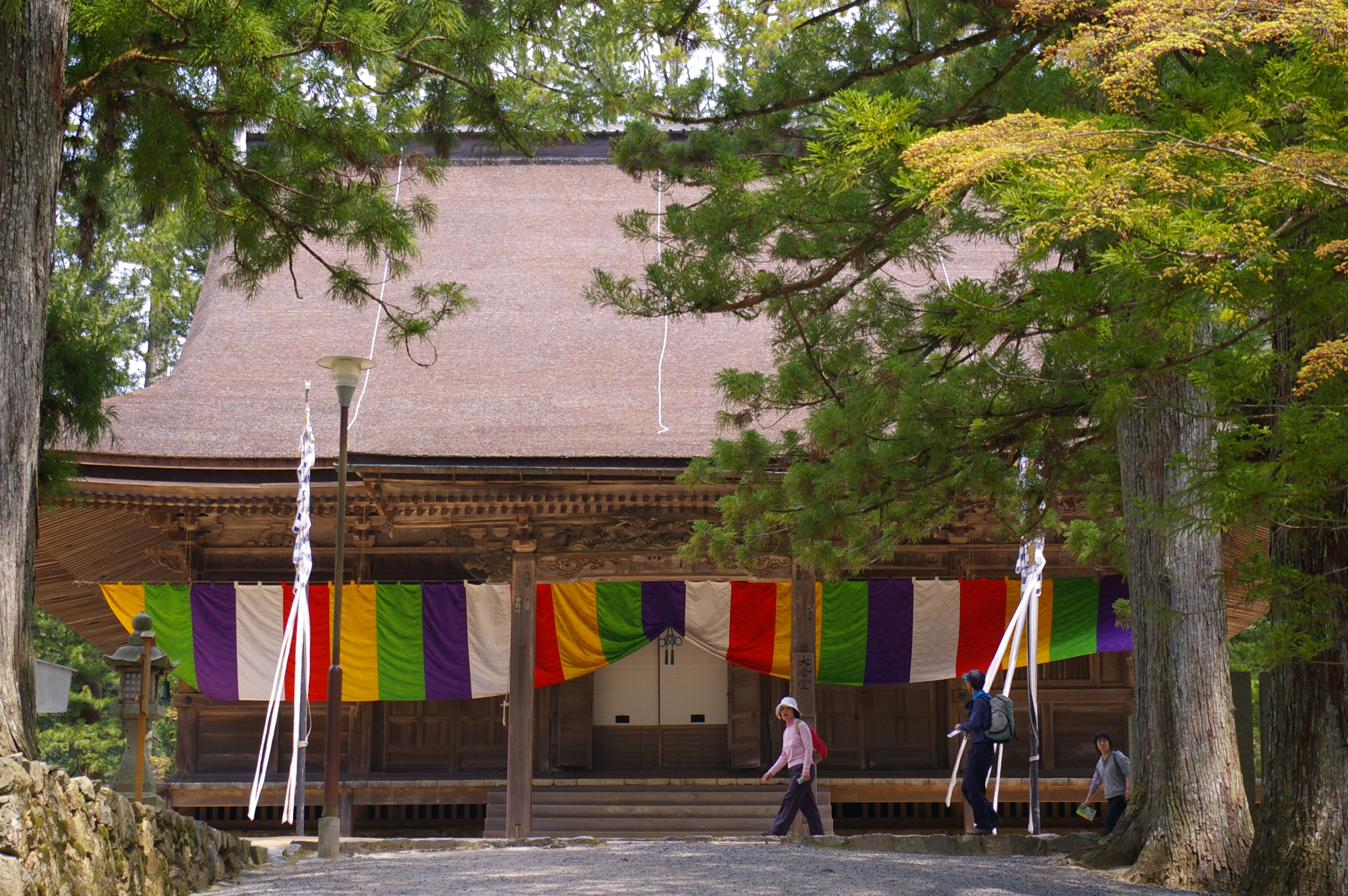
金剛峰寺壇上伽藍大会堂的五色幕

是指日本佛教使用的一種幕簾。日本佛教受到中華傳統五色的影響，常用白、黑、黃、赤、青五色。

## 起源
源於漢傳佛教五色：白、黑、黃、赤、青。黑色有時也作深藍色；青色可以解釋爲藍色或綠色，日本多作綠色。這五種色彩在密宗理論中還和五方佛相聯繫，每種色彩代表一方佛陀的智慧功德，稱爲“五智如來色”，在藏地密宗中亦是如此。

## 應用
每逢法要（法會）、佛誕灌佛會上，日本寺院懸掛在走廊或門口。